# 430 Hybris
Hybris (asteroide 430) é um asteroide da cintura principal com um diâmetro de 33,33 quilómetros, a 2,1209364 UA. Possui uma excentricidade de 0,254454 e um período orbital de 1 752,54 dias (4,8 anos).
Hybris tem uma velocidade orbital média de 17,65900065 km/s e uma inclinação de 14,59271º.
Esse asteroide foi descoberto em 18 de Dezembro de 1897 por Auguste Charlois.